# Académie royale des sciences d'outre-mer
L'Académie royale des sciences d'outre-mer (ARSOM) (en néerlandais : Koninklijke Academie voor Overzeese Wetenschappen) est une institution belge qui a pour objectif de promouvoir les connaissances et les recherches scientifiques dans les pays d'outre-mer. Cette promotion est assurée par la publication d'ouvrages, l'organisation de colloques et l'attribution de bourses et de prix. Elle est actuellement située au centre de l'avenue du Circulaire à Uccle.

## Historique de l'institution
Fondée en 1928 par le Ministère des Colonies et son Premier Ministre Henri Jaspar, sous le nom de l’Institut royal colonial belge (IRCB), cette institution est chargée de l’étude de questions en lien avec colonisation. Son dossier a plus précisément été constitué par Édouard De Jonghe, directeur général dudit ministère. Cette institution a pour but de favoriser et faciliter la diffusion de travaux scientifiques dans un contexte de renforcement de la propagande coloniale. Elle va principalement encourager la recherche et promouvoir sa diffusion vers les universités et les établissements d’enseignement supérieur afin de susciter une vocation coloniale parmi la jeunesse, ceci dans l’espoir d’assurer un recrutement des différents corps de métiers nécessaires à la bonne administration de la colonie.
En 1931, la personnalité civile est octroyée à l’Institut, ce qui lui permet de recevoir des dons et legs ainsi que de posséder un patrimoine lui permettant de financer la recherche ou la diffusion de ses travaux.
L’Institut royal colonial belge est renommé en 1954 l’Académie Royale des Sciences Coloniales(ARSC) dans une perspective d’élargissement de son intérêt géographique. En 1959, l’Académie change une nouvelle fois de nom pour sa nomination actuelle : l’Académie Royale des sciences d’Outre-Mer (ARSOM).

## Organisation de l'institution
D’après les statuts de l’Institut royal colonial belge, l’institution se compose d’une commission administrative ainsi que de trois sections.
En 1930, la commission administrative est composée de six membres nommés pour trois ans par le Ministre des Colonies et s’occupe principalement de la gestion de la trésorerie ainsi que des actes d’administration.
Par ces mêmes statuts, l’institution se divise en trois sections distinctes, chacune composée de 15 membres nationaux et 30 associés nationaux ou étrangers. L’institution réunit les principaux acteurs et les institutions du pouvoir colonial (Ministère, Conseil colonial, gouvernorat, Université coloniale et Union coloniale) mais aussi des professeurs d’université, des hommes d’affaires, des missionnaires et des hauts fonctionnaires.
La division en trois sections s’opère comme suit :
- Section des Sciences morales et politiques, qui publie des rapports et des mémoires publiés sous forme de livre. Ces travaux traitent principalement des domaines de politiques indigènes, administratifs, économiques, financiers, sociologiques et ethnologiques. Cette section est donc caractérisée par son aspect multidisciplinaire depuis ses débuts[6].

- Section des Sciences naturelles et médicales, qui traite des questions de géologie, chimie, botanique, zoologie, médecine, agriculture, élevage ainsi que de géographie physique et économique[3].

- Section des sciences techniques, dont on peut diviser l’activité scientifique en cinq grands pôles d’intérêts : la connaissance de l’Afrique centrale, les constructions civiles et industries diverses, le transport et la communication, l’énergie et finalement l’exploitation des mines (métallurgie, géologie et volcanologie). Les travaux de cette section se sont essentiellement concentrés sur le territoire du Congo et du Ruanda-Urundi dans un premier temps, avant d’élargir son champ d’action[6].

Ces différentes sections se réunissent mensuellement et une séance générale avec les membres des trois sections est également organisée afin de faire un compte rendu des travaux publiés par l’institution et de remettre des prix décernés par chacune des sections.
En 2010, la dénomination des sections est modifiée. La première section est renommée Classe des sciences humaines, la seconde section devient la Classe des sciences naturelles et médicales et la dernière se nomme désormais Classe des sciences techniques. À l’heure actuelle les différentes sections ne sont plus limitées dans leur composition et comptent au total plus de 300 membres.

## Évolution des activités de l'Institution
Comme l'attestent ses deux changements de nom, l’Institut royal colonial belge (puis l'ARSC et l'ARSOM) n’a pas conservé une ligne d’action claire et unique. En conséquence, il faut garder en tête que son objet doit s’observer eu égard à son évolution au cours du temps.

### Compétences et objet d'étude
Dans la foulée d’une offensive coloniale des universitaires bruxellois et à l’aune du centenaire de la fondation de l’État belge ainsi que de l’exposition d’Anvers (1930), l’Institut royal colonial belge est inauguré le 3 mai 1929, dans ce contexte favorisant le lancement de ses activités.
L’Institut est créé dans l’intention de susciter un intérêt pour la colonie chez les étudiants belges, ainsi que pour développer des études scientifiques sur le Congo-belge. Il a plus précisément pour objectif « d’organiser la propagande coloniale dans le haut enseignement, d’assurer la liaison entre les différents organismes s’occupant d’études coloniales, d’entreprendre toute étude scientifique concernant la colonisation ».
Henri Jaspar rappelle toutefois que l’établissement ne saurait se limiter à des approches telles que la recherche documentaire comparée ou l’étude de la législation coloniale, lesquelles ne rendent pas compte de toute l’étendue du domaine des sciences coloniales. C’est en ce sens que l’Institut royal colonial belge se verra consacrer son champ de compétences en 1928, dans le but de mettre en valeur la colonie. Au moment de sa création, l'IRCB est placé sous l’autorité du Ministère des Colonies, en manière telle qu'il se trouve dans l’obligation de lui soumettre son budget annuel. L’on assiste alors, avec sa naissance, à une réorientation institutionnelle des savoirs coloniaux désormais axés sur la résolution de problèmes précis et l’organisation scientifique de la colonie. Précisons également que, bien qu’il constitue une plaque centrale pour toutes les institutions consacrées au colonialisme, l’Institut veille à distinguer son activité de celle des autres établissements du savoir colonial, en se limitant à l’étude exclusive du Congo-belge.
En outre, comme l’article 19 des statuts de 1930 le précise, l’Institut examine les projets susceptibles de nourrir la propagande coloniale dans le Haut enseignement, après approbation du Ministère des Colonies. Si cette mission centrale lui sert de ligne directrice, ses statuts n’en restent pas moins vagues quant aux activités à mettre en œuvre à cet effet. Cette subordination oblige l’Institut, conformément aux statuts, à entreprendre toute étude que lui confie le ministère.
Dans les faits, la propagande peut prendre différentes formes.
- Subsides ;

Au moyen de subsides, l’Institut peut ; encourager les savants s’occupant d’études entrant dans ses attributions, organiser des cours ou conférences scientifiques au sein d’établissements d’enseignement supérieur, ou encore recueillir des collections d’études favorisant la recherche.
- Activités éditoriales ;

Le « Bulletin des séances » comporte les procès-verbaux des séances de l’IRCB (puis l’ARSC et l’ARSOM) et ses différentes classes, les rapports rédigés par les membres ainsi que les lectures et autres communications faites en séance.
L’Institut consacre également un budget important à la publication de « Mémoires » en l’honneur des auteurs dont la production a été récompensée du prix annuel (cfr. Infra, "Concours, bourses et prix"), avant de publier la Biographie nationale belge à partir de 1948, consacrée aux belges ayant joué un rôle important au Congo ainsi que dans les territoires des actuelles républiques du Rwanda et du Burundi. Ce dictionnaire biographique est renommé Biographie belge d’Outre-mer en 1972, en raison d’une rupture avec sa logique hagiographique. En 2009, l’ARSOM en arrête définitivement la publication et crée un nouvel instrument, le Dictionnaire biographique des Belges d’Outre-mer, dont l’objet s’étend à l’activité des belges sur l’ensemble des continents.
Bien que son nom comme son objet ont évolué au cours de son existence, l’IRCB (puis l’ARSC et l’ARSOM) a, au fil des années, concentré son activité dans le développement et la diffusion de connaissances scientifiques sur le Congo. En outre, il est devenu un « forum de débat et d’espace intellectuel » spécialisé dans l’histoire de la colonisation belge. C’est en ce sens qu’il est perçu comme « l’opérateur central pour la science coloniale ».

### Concours - Prix - Bourses
À côté des subsides accordés aux chercheurs des sciences coloniales belges, l’Institut a mis en place dès sa fondation un système de concours visant à récompenser les travaux les plus originaux.
Chaque classe met annuellement au concours deux questions sur les matières dont elle s’occupe. Les mémoires y relatifs sont alors soumis à un évaluateur qui en fait un rapport aux membres de la section dont il est question, avant d’en élire le meilleur. Chaque ouvrage primé au concours annuel est doté d'un prix de 2 500 euros.
Elle octroie également tous les ans des bourses aux étudiants belges dans le cadre du « Fonds Floribert Jurion ». Cette bourse d’un montant annuel de 1 000 euros est un moyen de contribuer à la formation de bio-ingénieurs et vétérinaires en devenir, en leur permettant d’effectuer un stage dans un pays d’outre-mer.
Enfin, l'Académie attribue des prix triennaux :
- Prix Lucien Cahen de géologie ;
- Prix de géographie tropicale Yola Verhasselt ;
- Prix pour les études portuaires Directeur général Fernand Suykens ;
- Prix Jean-Jacques et Berthe Symoens de limnologie tropicale ;
- Prix Marthe Engelborghs-Bertels de sinologie ;
- Prix Yola Verhasselt de géographie tropicale ;
- Prix Romain Yakemtchouk pour les Études des relations internationales.